# Numero di Størmer
In matematica un numero di Størmer, anche detto arcocotangente irriducibile, è un intero positivo n tale che il più grande fattore primo di n2 + 1 è maggiore o uguale di 2n. Prende il nome dal matematico norvegese Carl Størmer.

## Sequenza[1]
I primi numeri di Størmer sono:
1, 2, 4, 5, 6, 9, 10, 11, 12, 14, 15, 16, 19, 20, ...

## Densità
John Todd ha dimostrato che la sequenza dei numeri di Størmer non è né finita né cofinita.
Più precisamente, la densità naturale di questa sequenza è compresa tra 0.5324 e 0.905. Rimane senza dimostrazione l'ipotesi che la densità naturale sia uguale al logaritmo naturale di 2 e quindi, più in generale, è ancora un problema irrisolto determinare la densità di questa sequenza.

## Casi particolari
Un numero nella forma 2x2 per x>1 non può essere un numero di Størmer: infatti, (2x2)2+1 = 4x4+1 = (2x2-2x+1)(2x2+2x+1).

## Applicazioni
I numeri di Størmer sono utili quando si cerca di rappresentare i numeri di Gregory (arcotangenti di numeri razionali) come somma di numeri di Gregory per gli interi (arcotangenti di frazioni unitarie). Infatti, un numero di Gregory può essere decomposto moltiplicando ripetutamente un intero di Gauss per numeri nella forma {\displaystyle a+bi}  per cancellare i fattori primi p dalla parte immaginaria; n viene scelto come numero di Størmer e tale che {\displaystyle n^{2}+1} sia divisibile per {\displaystyle p}.